# Metalimnobia (Metalimnobia) fallax
Metalimnobia (Metalimnobia) fallax is een tweevleugelige uit de familie steltmuggen (Limoniidae). De soort komt voor in het Nearctisch gebied.